# Дессалень Рахмато
Дессалень Рахмато (амх. ደሳለኝ ራህማቶ, Dessalegn Rahmato; род. в 1940, Назрет, Итальянская Восточная Африка) — эфиопский социолог. Специализируется на изучении развития сельского хозяйства, голода и переселений.

## Биография
Родился в 1940 году в Назрете (Адаме) в современном эфиопском регионе Оромия. Поступил в университетский колледж Аддис-Абебы, но бросил учебу через год, а в конце 1963 года уехал из Эфиопии в Соединённые Штаты Америки, где благодаря стипендии USAID изучал политологию в Антиохийском колледже в Йеллоуспрингсе, штат Огайо. 
Попав в университет, практикующий прогрессивную эгалитарную педагогику с давними традициями студенческого активизма и левого радикализма, он открыл для себя движение за гражданские права и посещал демонстрации против войны во Вьетнаме. С 1964 по 1971 год он состоял в Эфиопской студенческой ассоциации в Северной Америке (Союз эфиопских студентов в Северной Америке, ESUNA). 
Он поддерживал тесные связи с иранским студенческим движением в США, находя условия этой страны довольно схожими с эфиопскими, но одновременно был разочарован отсутствием радикального мышления у других студентов из Африки. Он был одним из первых членов родившейся в недрах эфиопского студенческого движения подпольной партии Всеэфиопское социалистическое движение (MEISON), но не участвовал в её учредительном съезде в Гамбурге в августе 1968 года. 
Отошёл от открытой политической деятельности и студенческого движения после раскола внутри ESUNA в 1971 году. Вместе с Андреасом Эшете, Тамратом Кебеде, Хеноком Кефле, Хайле Меркориос, Алемом Хабту и Мелесом Айеле он покинул MEISON в феврале 1973 года. После окончания колледжа Антиох он остался преподавать в США.
В 1970 году Рахмато опубликовал свою первую важную статью о необходимости длительных и целенаправленных исследований в области сельскохозяйственных исследований «Положение эфиопского крестьянства». Он разместил статью в журнал Challenge, который публикуется Союзом эфиопских студентов в Северной Америке (ESUNA). Он отвечал за сбор и редактирование статей в этом журнале и сам был автором многих материалов.
После «революции 1974 года» - свержения монархии, формирования коммунистического режима ДЕРГ и начала гражданской войны в Эфиопии - Рахмато вернулся на родину. В отличие от других интеллектуалов того времени, после выхода из MEISON ещё в эмиграции он впредь уже не вмешивался в организованную левую политику. Рахмато выбрал для карьеры Университет Аддис-Абебы. Он начал академическую карьеру, работая над аграрными и вопросами, сельскохозяйственной политикой и отношениями между крестьянством и государством. 
В 1984 году, во время голода в Эфиопии (1983-1985), он опубликовал свою самую известную работу - «Аграрная реформа в Эфиопии». В этой публикации он описал последствия радикальных земельных реформ, проведённых в 1975 году. В 1985 году он был отправлен вместе с другими сотрудниками и студентами факультета социальных наук в зону Мэтекель с целью оказания помощи крестьянам, переселённым в этот регион в рамках программы ДЕРГ по перемещению населения. Он использовал этот опыт для проведения углубленного анализа программ переселения в Эфиопии. 
До 1997 года Рахмато непрерывно занимался исследованиями в Институте исследований развития, который связан с университетом. В 1997 году он основал Форум социальных исследований (FSS). Это был первый независимый исследовательский центр национальной политики в Эфиопии. В первый год он организовал три семинара для учёных, политиков и государственных служащих с целью оценки и формулирования новой политики в области сельского хозяйства, доступа к информации и образования. За свои доклады в области исследований, которые способствовали развитию сельского хозяйства в Эфиопии, в 1999 году он был удостоен Премии принца Клауса от Нидерландов.
В начале второго десятилетия XXI века Рахмато работал над исследованием продовольственной безопасности в Эфиопии, после того как многие сельскохозяйственные участки были куплены спекулянтами из других стран, таких как Саудовская Аравия.